# Grijze vorkstaartplevier
De grijze vorkstaartplevier (Glareola cinerea) is een vogel uit de familie van vorkstaartplevieren (Glareolidae).

## Verspreiding en leefgebied
Deze soort komt voor van Mali en Niger tot Angola en Congo-Kinshasa.

## Status
De grootte van de populatie wordt geschat op 7.300-23.000 volwassen vogels. Op de Rode lijst van de IUCN heeft deze soort de status niet bedreigd.